# Іскатєль (судно)
Іскатєль (рос. Искатель) — українське науково-дослідне судно, яке належить Причорноморському державному регіональному геологічному підприємству. Порт приписки — Білгород-Дністровський. Єдине науково-дослідне судно в Україні, яке проводить геофізичні морські дослідження.

## Історія[1]
Науково-дослідне судно під №603 проекту 1615 споруджене 7 вересня 1977 року на Хабаровському суднобудівному та механічному заводі ім. С. Кірова у Хабаровську, СРСР. Обладнане дослідницьким устаткуванням на японській судноверфі «Shimonoseki Shipyard & Engine Works». Після введення в експлуатацію зареєстровано під прапором СРСР із портом приписки в Корсакові. Власником судна стало Міністерство газової промисловості СРСР. Наприкінці 1980-х років прибуло до Іллічівська (нині Чорноморськ) на базу флоту Південьморгеології для дослідження шельфу Чорного моря. Після розпаду СРСР ввійшло до складу українського флоту із портом приписки в Іллічівську. Власником судна стало Південне науково-виробниче об'єднання з морських геолого-розвідувальних робіт. У квітні 2004 року оператором судна стало Причорноморське державне регіональне геологічне підприємство, а новим портом приписки Білгород-Дністровський.

## Дослідження шельфу Чорного моря
17 листопада 2016 року судно вийшло у свою першу експедицію після трьох років простою. Вчені на його борту протягом 10 днів здійснювали дослідження у північно-західній частині чорноморського шельфу. Внаслідок досліджень експедиції на двох ділянках північно-західного шельфу було виявлено запаси природного газу, об'ємом 40 млрд м³. Судно також здійснювало подібні експедиції у серпні та листопаді 2017 року.